# Bahnstrecke Vorwohle–Emmerthal
| Blick auf die Bahnstrecke bei Grohnde (HVLE-Tiger V330.6) |                                                                |                                             |                                      |
| Streckennummer (DB): | 9180                                                           |                                             |                                      |
| Kursbuchstrecke (DB): | 261 (1975), 212c (1962)                                        |                                             |                                      |
| Kursbuchstrecke: | 212c (1946) 193m (1934)                                        |                                             |                                      |
| Streckenlänge: | 32,5 km                                                        |                                             |                                      |
| Spurweite: | 1435 mm (Normalspur)                                           |                                             |                                      |
| Streckenklasse: | A (Bodenwerder-Linse bis Kieswerk) D4 (Kieswerk bis Emmerthal) |                                             |                                      |
| Maximale Neigung: | 16,9 ‰                                                         |                                             |                                      |
| Streckengeschwindigkeit: | 40 km/h                                                        |                                             |                                      |
| Zweigleisigkeit: | —                                                              |                                             |                                      |
| |                                                                |                                             |                                      |
| \| \| \| von Kreiensen \| \| \| \| 0,0 \| Vorwohle (Üst, ehem. Bf) \| 228 m \| \| \| \| nach Langeland \| \| \| \| \| Wickensener Viadukt \| \| \| \| 2,6 \| Lenne \| 200 m \| \| \| \| Ladegleis Lenne \| \| \| \| 4,6 \| Wickensen \| 178 m \| \| \| 5,5 \| Ladegleis der Seilbahn vom Gipsbruch[1] \| Ladegleis der Seilbahn vom Gipsbruch[1] \| \| \| 6,5 \| Eschershausen \| 160 m \| \| \| 8,4 \| Scharfoldendorf (seit 1926) \| 146 m \| \| \| 9,7 \| Lüerdissen-Oelkassen (seit 1926) \| Lüerdissen-Oelkassen (seit 1926) \| \| \| 11,0 \| Dielmissen (seit 1902) \| 126 m \| \| \| 11,3 \| Anschluss Zementwerk[2] \| Anschluss Zementwerk[2] \| \| \| 13,5 \| Kirchbrak \| 104 m \| \| \| \| Lenne \| \| \| \| 15,1 \| Westerbrak (seit 1924) \| 94 m \| \| \| 16,3 \| Buchhagen \| Buchhagen \| \| \| 18,0 \| Bodenwerder-Linse „Kulturbahnhof“ \| 78 m \| \| \| \| zu den Häfen Kemnade, Mittelweser \| \| \| \| \| Weser \| \| \| \| 18,8 \| Bodenwerder-Kemnade \| 78 m \| \| \| 19,4 \| Anschlussgrenze Lammert-Reese[3] \| Anschlussgrenze Lammert-Reese[3] \| \| \| 20,1 \| Betriebsbahnhof Kieswerk \| 71 m \| \| \| 21,8 \| Awanst Hehlen (ehem. Bf) \| 76 m \| \| \| 22,1 \| Hehlen, An der Fähre \| 76 m \| \| \| 23,0 \| Kalkwerk Hehlen (ehem. Anschluss) \| 75 m \| \| \| 25,5 \| Bundesstraße 83 \| 78 m \| \| \| 25,7 \| Hajen (ehem. Bf) \| Hajen (ehem. Bf) \| \| \| 28,0 \| Landesstraße 429 \| Landesstraße 429 \| \| \| 28,2 \| Grohnde \| 85 m \| \| \| 29,8 \| Anschluss Kernkraftwerk Grohnde \| 79 m \| \| \| 31,9 \| Infrastrukturgrenze Lammert-Reese – DB Netz \| 71 m \| \| \| \| von Altenbeken \| \| \| \| 32,5 \| Emmerthal \| 71 m \| \| \| \| nach Hannover Hbf \| \| \| \| \| \| \| \| zurückgebauter Abschnitt, Freizeitweg Draisinenbahn und Freizeitweg Strecke gesperrt \| \| \| \| |                                                                |                                             |                                      |
| Strecke |                                                                | von Kreiensen                               | von Kreiensen                        |
| Überleitstelle / Spurwechsel | 0,0                                                            | Vorwohle (Üst, ehem. Bf)                    | 228 m                                |
| Abzweig ehemals geradeaus und nach links |                                                                | nach Langeland                              | nach Langeland                       |
| Brücke (Strecke außer Betrieb) |                                                                | Wickensener Viadukt                         | Wickensener Viadukt                  |
| Haltepunkt / Haltestelle (Strecke außer Betrieb) | 2,6                                                            | Lenne                                       | 200 m                                |
| Abzweig geradeaus und von links (Strecke außer Betrieb) |                                                                | Ladegleis Lenne                             | Ladegleis Lenne                      |
| Bahnhof (Strecke außer Betrieb) | 4,6                                                            | Wickensen                                   | 178 m                                |
| Abzweig geradeaus und von rechts (Strecke außer Betrieb) | 5,5                                                            | Ladegleis der Seilbahn vom Gipsbruch        | Ladegleis der Seilbahn vom Gipsbruch |
| Bahnhof (Strecke außer Betrieb) | 6,5                                                            | Eschershausen                               | 160 m                                |
| Haltepunkt / Haltestelle (Strecke außer Betrieb) | 8,4                                                            | Scharfoldendorf (seit 1926)                 | 146 m                                |
| Haltepunkt / Haltestelle (Strecke außer Betrieb) | 9,7                                                            | Lüerdissen-Oelkassen (seit 1926)            | Lüerdissen-Oelkassen (seit 1926)     |
| Haltepunkt / Haltestelle (Strecke außer Betrieb) | 11,0                                                           | Dielmissen (seit 1902)                      | 126 m                                |
| Abzweig geradeaus und nach rechts (Strecke außer Betrieb) | 11,3                                                           | Anschluss Zementwerk                        | Anschluss Zementwerk                 |
| Bahnhof (Strecke außer Betrieb) | 13,5                                                           | Kirchbrak                                   | 104 m                                |
| Brücke über Wasserlauf (Strecke außer Betrieb) |                                                                | Lenne                                       | Lenne                                |
| Haltepunkt / Haltestelle (Strecke außer Betrieb) | 15,1                                                           | Westerbrak (seit 1924)                      | 94 m                                 |
| Haltepunkt / Haltestelle (Strecke außer Betrieb) | 16,3                                                           | Buchhagen                                   | Buchhagen                            |
| Bahnhof (Strecke außer Betrieb) | 18,0                                                           | Bodenwerder-Linse „Kulturbahnhof“           | 78 m                                 |
| Abzweig geradeaus, nach links und nach rechts (Strecke außer Betrieb) |                                                                | zu den Häfen Kemnade, Mittelweser           | zu den Häfen Kemnade, Mittelweser    |
| Brücke über Wasserlauf (Strecke außer Betrieb) |                                                                | Weser                                       | Weser                                |
| Bahnhof (Strecke außer Betrieb) | 18,8                                                           | Bodenwerder-Kemnade                         | 78 m                                 |
| | 19,4                                                           | Anschlussgrenze Lammert-Reese               | Anschlussgrenze Lammert-Reese        |
| Dienststation / Betriebs- oder Güterbahnhof | 20,1                                                           | Betriebsbahnhof Kieswerk                    | 71 m                                 |
| ehemaliger Dienststation / Betriebs- oder Güterbahnhof | 21,8                                                           | Awanst Hehlen (ehem. Bf)                    | 76 m                                 |
| Bahnübergang | 22,1                                                           | Hehlen, An der Fähre                        | 76 m                                 |
| ehemalige Blockstelle | 23,0                                                           | Kalkwerk Hehlen (ehem. Anschluss)           | 75 m                                 |
| Bahnübergang | 25,5                                                           | Bundesstraße 83                             | 78 m                                 |
| ehemaliger Haltepunkt / Haltestelle | 25,7                                                           | Hajen (ehem. Bf)                            | Hajen (ehem. Bf)                     |
| Brücke | 28,0                                                           | Landesstraße 429                            | Landesstraße 429                     |
| Dienststation / Betriebs- oder Güterbahnhof | 28,2                                                           | Grohnde                                     | 85 m                                 |
| Abzweig geradeaus und nach rechts | 29,8                                                           | Anschluss Kernkraftwerk Grohnde             | 79 m                                 |
| Wechsel des Eisenbahninfrastrukturunternehmens | 31,9                                                           | Infrastrukturgrenze Lammert-Reese – DB Netz | 71 m                                 |
| Abzweig geradeaus und von links |                                                                | von Altenbeken                              | von Altenbeken                       |
| Bahnhof | 32,5                                                           | Emmerthal                                   | 71 m                                 |
| Strecke |                                                                | nach Hannover Hbf                           | nach Hannover Hbf                    |
| |                                                                |                                             |                                      |
| zurückgebauter Abschnitt, Freizeitweg Draisinenbahn und Freizeitweg Strecke gesperrt |                                                                |                                             |                                      |

Die Bahnstrecke Vorwohle–Emmerthal ist eine in Teilen stillgelegte private Nebenbahn im Weserbergland in den Landkreisen Holzminden und Hameln.
Der Abschnitt zwischen dem Bahnhof Emmerthal zur Bahnstrecke Hannover–Altenbeken und Bodenwerder wird durch das Eisenbahninfrastrukturunternehmen Lammert-Reese betrieben. In den 2010er-Jahren wurde der Streckenabschnitt saniert und bis 2019 im regelmäßigen Schienengüterverkehr reaktiviert.
Von der Betriebsstelle Vorwohle an der Bahnstrecke Langeland–Kreiensen bis Bodenwerder-Kemnade ist die Strecke stillgelegt und zwischen Vorwohle und den ehemaligen Haltepunkt Dielmissen abgebaut und entwidmet.

## Geschichte

Aktie der Vorwohle-Emmerthaler Eisenbahn-Gesellschaft von 1898

Aus dem Niedersächsischen Landesarchiv in Wolfenbüttel finden sich Hinweise, dass zumindest bis in die 1890er-Jahre der Bau einer Nebenbahn von Emmerthal über Vorwohle hinaus bis zur Ilmebahn nach Einbeck erwogen wurde. Diese wurde jedoch nie ausgeführt und die Planung auf die Strecke Vorwohle–Emmerthal beschränkt.
Gemäß Staatsvertrag vom 9. Juni 1897 zwischen dem Königreich Preußen und dem Herzogtum Braunschweig über den Bahnbau erhielt die Vorwohle-Emmerthaler Eisenbahn-Gesellschaft AG (VEE) mit Sitz in Eschershausen vom Herzogtum Braunschweig am 21. Juni 1898 und vom Königreich Preußen am 6. August desselben Jahres die Konzession für den Bau und den Betrieb ihrer Bahnstrecke.
Die VEE wurde am 25. Mai 1898 von der Allgemeinen Deutschen Kleinbahn-Gesellschaft, der Mitteldeutschen Creditbank, der Bahnbaugesellschaft Vering & Waechter sowie dem Kreis Holzminden in der Rechtsform einer Aktiengesellschaft gegründet. Vering & Waechter erbaute die Bahn und führte nach der Eröffnung am 9. Oktober 1900 zunächst den Betrieb. Der Verkehr entwickelte sich in den ersten Jahren gut, und es konnten Dividenden an die Aktionäre gezahlt werden.
Die Betriebsführung übernahm ab 1. April 1917 eine Tochtergesellschaft von Vering & Waechter, die Deutsche Eisenbahn-Betriebsgesellschaft AG (DEBG) in Berlin, die schon früh an der VEE beteiligt war und schließlich im Jahre 1937 rund 97 Prozent der VEE-Aktien besaß. Der Sitz der Gesellschaft wurde 1936 nach Berlin und Ende 1948 nach Bodenwerder verlegt; ab 29. Mai 1951 war er in Hameln.
Am Ende des Zweiten Weltkriegs erlitt die Bahnstrecke einen schweren Schaden, als die Weserbrücke in Bodenwerder beim Rückzug von der deutschen Wehrmacht am 5. April 1945 gesprengt wurde. Die teilweise wiederaufgebaute Brücke wurde 1947 bei Hochwasser schwer beschädigt. Über vier Jahre lang war hier der Zugverkehr unterbrochen. Erst zum Sommerfahrplan 1949, der am 15. Mai in Kraft trat, konnte die Strecke auf einer Ersatzbrücke wieder durchgehend befahren werden.
In den 1960er Jahren begann die DEBG, sich von sämtlichen Aktivitäten im Eisenbahnwesen zu trennen. 1963 wurden die süddeutschen Bahnen an die Südwestdeutsche Eisenbahn-Gesellschaft abgegeben, worauf die bisher profitable VEE defizitär wurde, da sie für die nun zu große Verwaltung aufkommen musste. Demgemäß stellte die VEE 1965 und 1966 den Antrag auf Einstellung des Gesamtbetriebs. Diese wurde nur für den Personenverkehr zum 25. September 1966 genehmigt.
Weil die Anlieger wirtschaftliche Nachteile für ihren Standort und eine unzumutbare Belastung der engen Straßen durch verstärkten LKW-Verkehr befürchteten, widersprachen sie und örtliche Politiker einer Einstellung des Güterverkehrs. Dieser musste somit – zunächst in der Form einer Privatanschlussbahn – aufrechterhalten werden, bis in der VEV (siehe unten) ein neues Unternehmen gefunden worden war, das die Bahnanlagen und die Konzession übernahm.
Die Hauptversammlung der VEE beschloss 1967 die Auflösung der Gesellschaft.

### Die VEV als Auffanggesellschaft der VEE

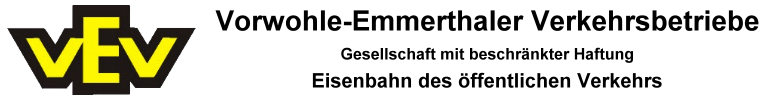
Logo der VEV

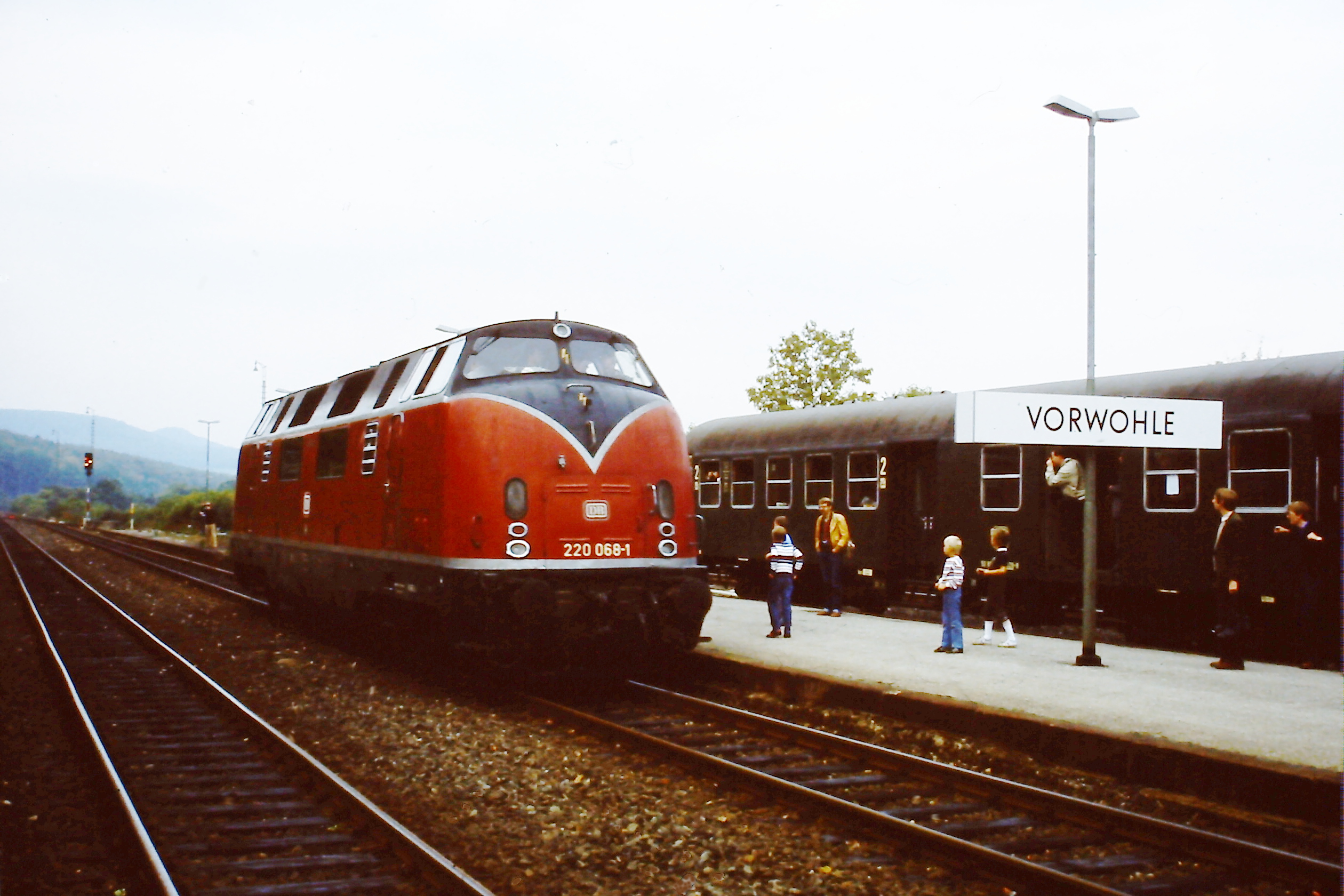
Streckenanfang im Bahnhof Vorwohle, 1982

Wegen des Rückzugs der DEBG gründeten am 18. Mai 1967 der Landkreis Holzminden, die anliegenden Gemeinden und die örtliche Industrie eine Auffanggesellschaft unter der Bezeichnung Vorwohle-Emmerthaler Verkehrsbetriebe GmbH (VEV).
Die neu gegründete VEV nahm am 2. Dezember 1968 den Personenverkehr zunächst auf dem Teilstück Emmerthal–Bodenwerder-Linse wieder auf. Ab 2. Juni 1969 fuhren die Triebwagen wieder bis Kirchbrak und ab Mai 1974 sogar auf der Gesamtstrecke, allerdings nicht mit durchschlagendem Erfolg. Am 1. April 1975 wurde er zwischen Kirchbrak und Vorwohle wieder eingestellt, schließlich auch auf dem Abschnitt Emmerthal–Kirchbrak am 25. September 1982.
Der Güterverkehr zwischen Kirchbrak und Vorwohle wurde am 1. September 1982 bis auf ein Reststück bei Vorwohle eingestellt, der Restverkehr wurde ab Jahresbeginn 1986 bis zum Jahr 2000 von der Deutschen Bundesbahn bzw. der Deutschen Bahn mit einer Kleinlok bedient, weil das Frachtaufkommen immer geringer wurde. Mit der Kündigung des Bedienungsvertrags im Jahr 2000 wurde der Güterverkehr bis auf die gelegentliche Bedienung des Kernkraftwerks Grohnde praktisch eingestellt.
Ab 1999 trat die Bahngesellschaft Waldhof als Betriebsführer auf. Im Jahr 2002 übernahm die VEV die Betriebsführung wieder selbst.
Nach der Einstellung des Güterverkehrs nutzte das Unternehmen Kaminski in Hameln den Bahnhof Grohnde und andere Nebengleise, um dort Kesselwagen abzustellen. Zum Jahresende 2002 wurde der Abschnitt Bodenwerder–Eschershausen stillgelegt, der Abschnitt zwischen Dielmissen und Vorwohle wurde am 22. Mai 2006 von Bahnbetriebszwecken freigestellt und zurückgebaut. Zwischen Dielmissen und Buchhagen wird seit 2005 ein Draisinenbetrieb angeboten.
Der Abschnitt Emmerthal–Bodenwerder-Linse war zwar nie stillgelegt oder gesperrt, wurde aufgrund des heruntergekommenen, sanierungsbedürftigen und zuwachsenden Oberbaus ab Mitte der 2000er Jahre aber immer seltener und einige Jahre lang praktisch gar nicht mehr befahren. Ein Sonderzug nach Bodenwerder verkehrte letztmals 2003, seitdem wurde praktisch nur noch der Abschnitt bis Grohnde zur Bedienung des Kernkraftwerks und Abstellung von Kesselwagen genutzt. Das einzige Mal, dass noch einmal ein Zug auf der Strecke verkehrte, war im Juli 2011, als für das geplante Hotelzug-Projekt diverse Waggons des ehemaligen Abenteuerzugs Mecklenburg zur Aufarbeitung nach Dielmissen gebracht wurden. Sie wurden dabei von einem Zweiwegebagger gezogen. 2013 wurde die Infrastruktur Emmerthal–Bodenwerder zur Abgabe ausgeschrieben.
Im März 2014 wurde die VEV-Bahnstrecke zwischen Vorwohle und Emmerthal vollständig privatisiert. Die kommunalen Mehrheitsanteile übernahm die Kultur-Bahnhof Bodenwerder GmbH des Gesellschafters Oliver Victor. Das Unternehmen betreibt bisher auf der Strecke zwischen Buchhagen und Dielmissen den Draisinenverkehr und plant einen Hotelzug auf der Weserbrücke bei Bodenwerder.
Die VEV wurde im August 2014 aufgelöst, seitdem bietet der Liquidator die Grundstücke zum Verkauf an.
2015 wurde der Abschnitt zwischen Bodenwerder-Kemnade und Bodenwerder-Linse stillgelegt.

### Sanierung des Abschnitts Emmerthal–Bodenwerder durch Kieswerk Lammert & Reese

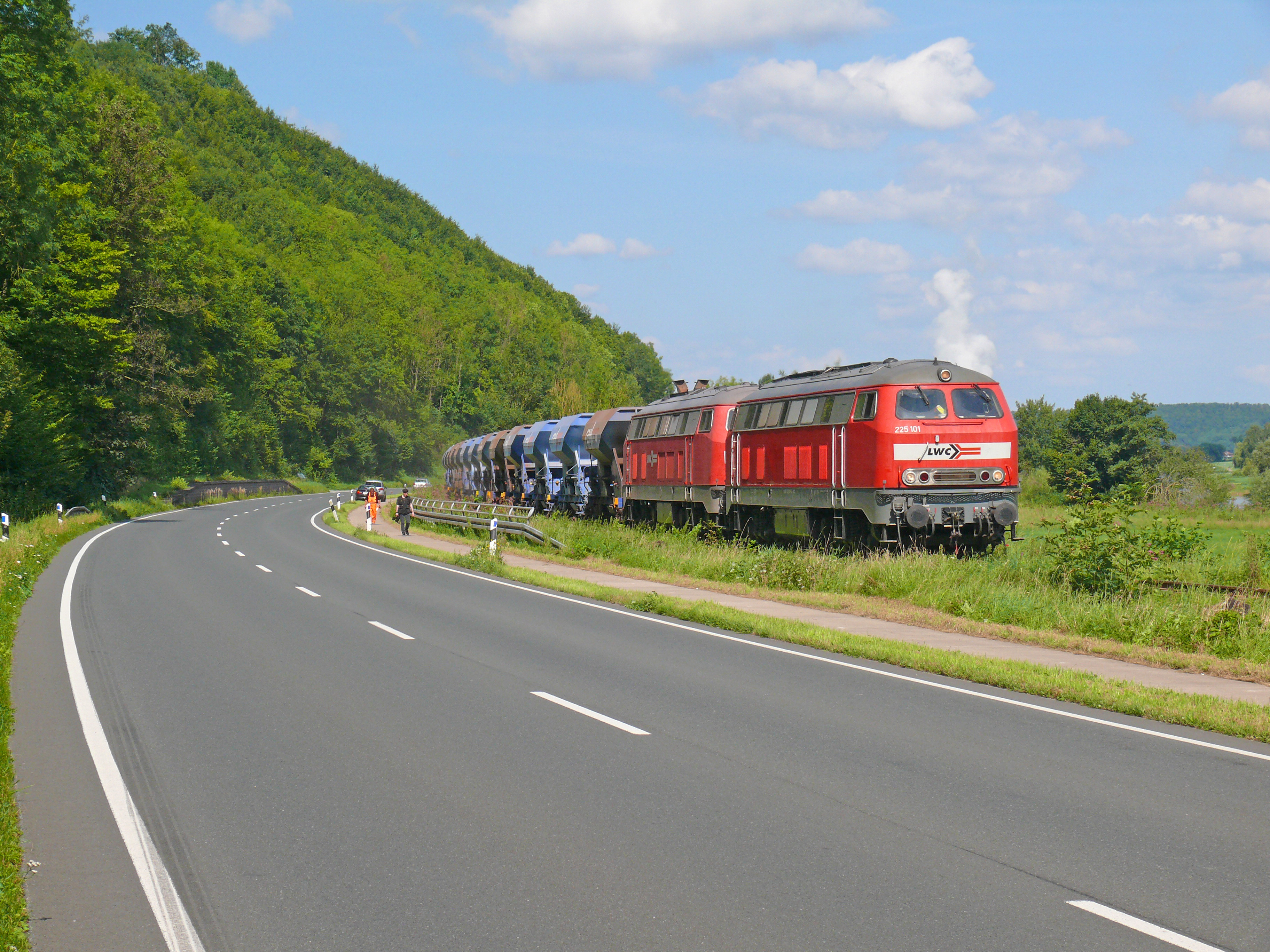
225 101 und 218 450 der LWC mit Schotterzug zwischen Hehlen und Grohnde

Anfang 2015 hatten die Kieswerke im Bereich Hehlen und Bodenwerder ihr Interesse bekundet, die Bahnstrecke wieder herzurichten.
Im März 2015 hat das Kieswerk Lammert & Reese den Streckenabschnitt Emmerthal–Bodenwerder gekauft. Im November 2015 ließ der neue Eigentümer ihn vom umfangreichen Bewuchs freischneiden, auch um festzustellen, wie hoch der Aufwand für eine Wiederinbetriebnahme für den Güterverkehr ist. Anfang Dezember 2015 fuhr, nach 15 Jahren Pause, ein erster Güterzug mit Kies.
Mit den Erkenntnissen wurden im Februar 2016 Bundeszuschüsse für eine Sanierung beantragt, die im Oktober 2016 schließlich bewilligt wurden. Im Oktober wurden außerdem die Baumaßnahmen ausgeschrieben.

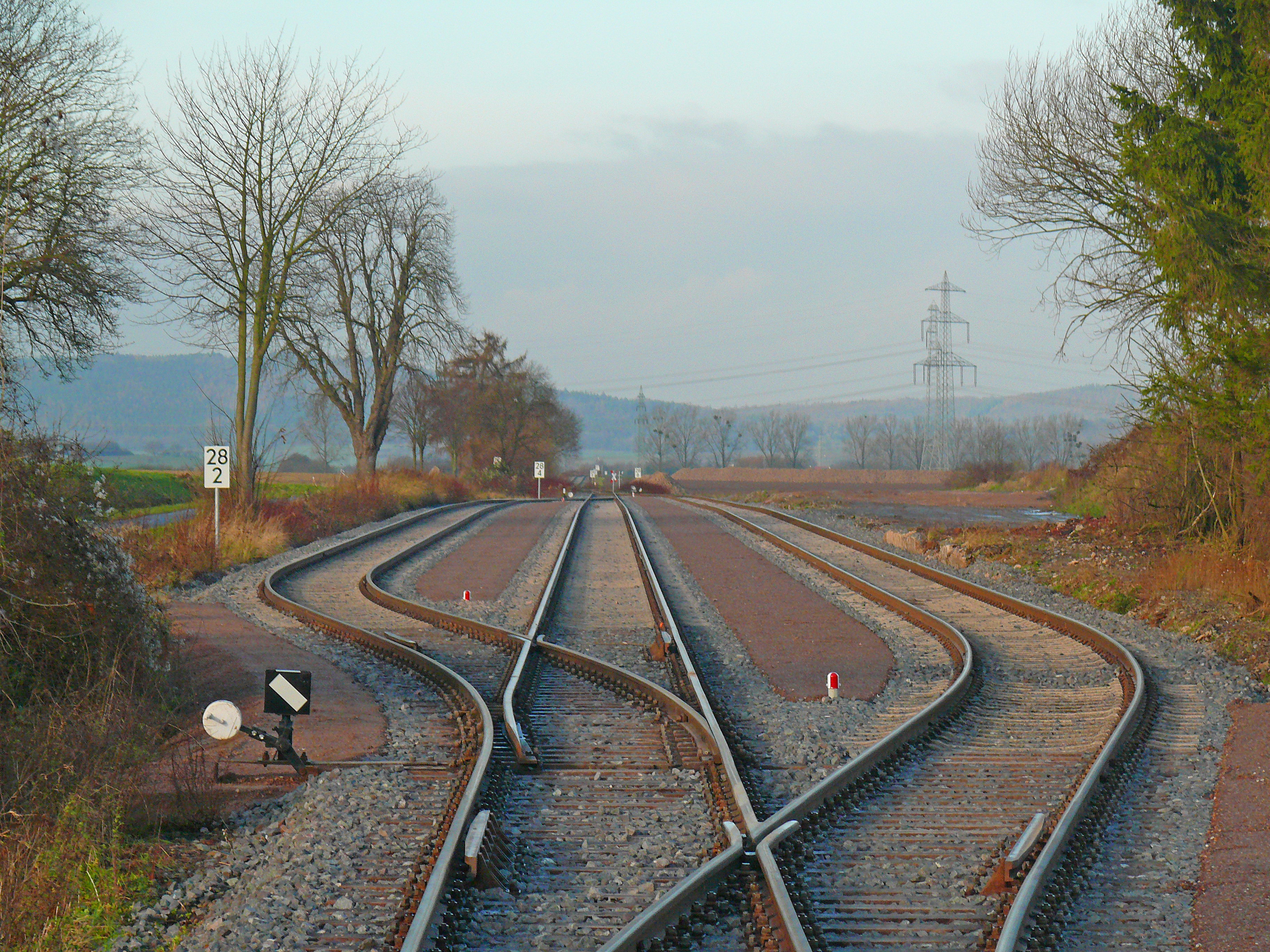
Nach der erfolgten Sanierung sind im Bahnhof Grohnde alle drei Gleise wieder nutzbar.

Die Sanierung des Abschnitts von der Anschlussstelle KKW Grohnde bis zum Kieswerk in Bodenwerder begann am 2. Januar 2017 und wurde am 15. Dezember 2017 abgeschlossen. Im Bahnhof Grohnde wurden alle drei Gleise erhalten bzw. wiederhergestellt. Der Bahnhof Grohnde wurde mit der Anschlussstelle zum Kernkraftwerk Grohnde betrieblich zusammengefasst. Der Anschluss Kalkwerk Hehlen sowie die Bahnhöfe Hajen und Hehlen wurden bis auf das durchgehende Hauptgleis zurückgebaut. Im Kieswerk wurden noch ein Umfahrgleis und die Verladeanlage neu gebaut.
Am 7. März 2018 war die Strecke soweit befahrbar, dass der erste kommerzielle Zug verkehren konnte, in Grohnde wurde Sturmholz verladen und nach Österreich transportiert. Bis ins Frühjahr 2019 fuhr daraufhin im Schnitt ein Ganzzug pro Monat von Grohnde ab – nicht nur nach Österreich, sondern auch nach Schweden.
Der erste Kieszug erreichte das Kieswerk am 12. März 2019. Hierbei wurden die Verladeanlage und der neu beschaffte Vollert-Rangierroboter in Betrieb genommen. Der Planverkehr wurde im Juni 2019 aufgenommen.
Die noch aus VEV-Zeiten bestehende technische Sicherung des Bahnübergangs über die Bundesstraße 83 war nicht mehr funktionsfähig und wurde daher zurückgebaut. Vom 25. März bis 30. April 2019 wurde eine technische Sicherung mit Lichtzeichen und Halbschranken nach aktuellen Standards installiert. Bis zu deren Inbetriebnahme am 30. April wurde der Bahnübergang nur mit Postensicherung befahren.
Infolge der erfolgreichen Reaktivierung der Strecke Bodenwerder-Emmerthal für den Güterverkehr wird von der örtlichen Politik auch die Wiedereinführung des Personenverkehrs auf diesem Abschnitt diskutiert. Im Oktober 2023 erreichte die Strecke als eine von 14 in ganz Niedersachsen die zweite Stufe im Landesprogramm zur Reaktivierung von Bahnstrecken in Niedersachsen, wodurch eine Reaktivierung im Personenverkehr wahrscheinlicher wird.

## Strecke
Die normalspurige eingleisige Strecke von Emmerthal über Bodenwerder und Eschershausen zum Bahnhof Vorwohle erreichte eine Länge von 31,8 km, wovon in Preußen 9 km und in Braunschweig 23 km lagen. Nach dem Zweiten Weltkrieg kam der Einzugsbereich der Bahn zu den niedersächsischen Landkreisen Hameln-Pyrmont und Holzminden.
Die Trasse folgt in ihrem ersten Teil ab Emmerthal der Weser aufwärts bis Bodenwerder-Kemnade und überquerte auf einer mächtigen Brücke den Fluss zum Betriebsmittelpunkt in Bodenwerder-Linse; dort befanden sich das Bahnbetriebswerk Linse, das neben der VEE auch für die VDD zuständig war und Arbeiten für süddeutsche DEBG-Bahnen ausführte, ferner Schuppen und größere Gleisanlagen.
Von Bodenwerder-Linse stieg die Trasse im Lennetal zwischen den Bergzügen Ith, Hils und Vogler nach Vorwohle an; hinter Wickensen kam es zu Steigungen von 1:50.
Von den zahlreichen Anschlüssen waren außer einer Zweigstrecke vom Bahnhof Lenne zur Güterladestelle Lenne (0,7 km) noch Stichstrecken vom Bahnhof Bodenwerder-Linse zum Weserhafen (0,5 km) sowie ein Industriestammgleis, das zu weiteren Industriebetrieben im Süden Bodenwerders, darunter der Arminiuswerft und dem Rigipswerk, führte, von Bedeutung.
Zwischen Buchhagen und Vorwohle verläuft der parallel bzw. auf dem Gleisbett verlaufende Lenne-Freizeitweg. Zwischen Dielmissen und dem Bahnhof Vorwohle sind die Gleise etwa 2006 abgebaut worden. Auf der ehemaligen Trasse verläuft heute großenteils ein Radweg. Lediglich vom Gleisanschluss des ehemaligen Dasag-Geländes an der B 64 in Eschershausen existieren noch Reste. Auch die Gleisanlagen der VEV im Bahnhof Vorwohle wurden komplett zurückgebaut, wobei schon seit 2002 kein Anschluss an das DB-Netz mehr bestand.

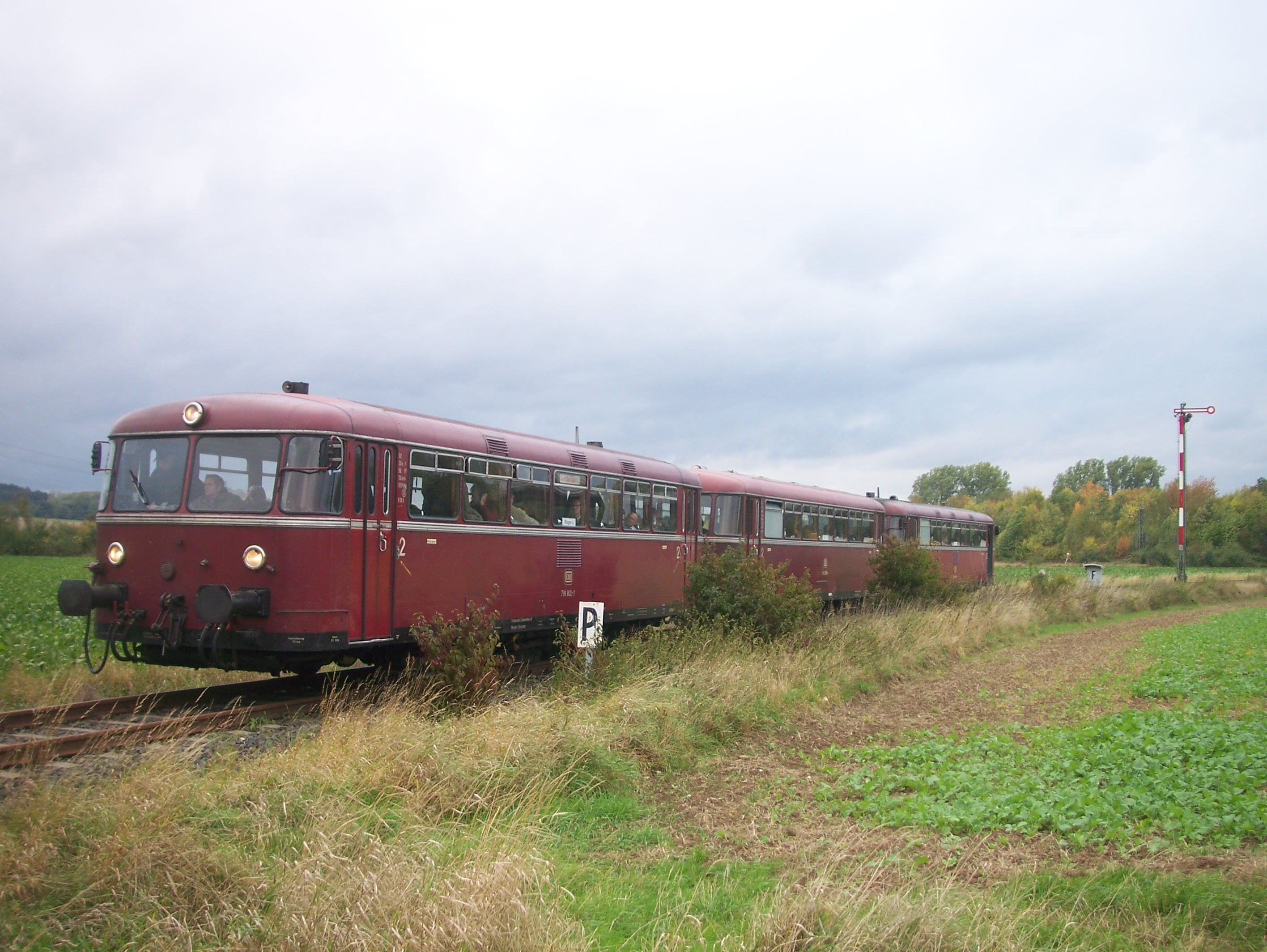
Schienenbus einer DGEG-Sonderfahrt am 3. Oktober 2009 vor dem Einfahrsignal Emmerthal
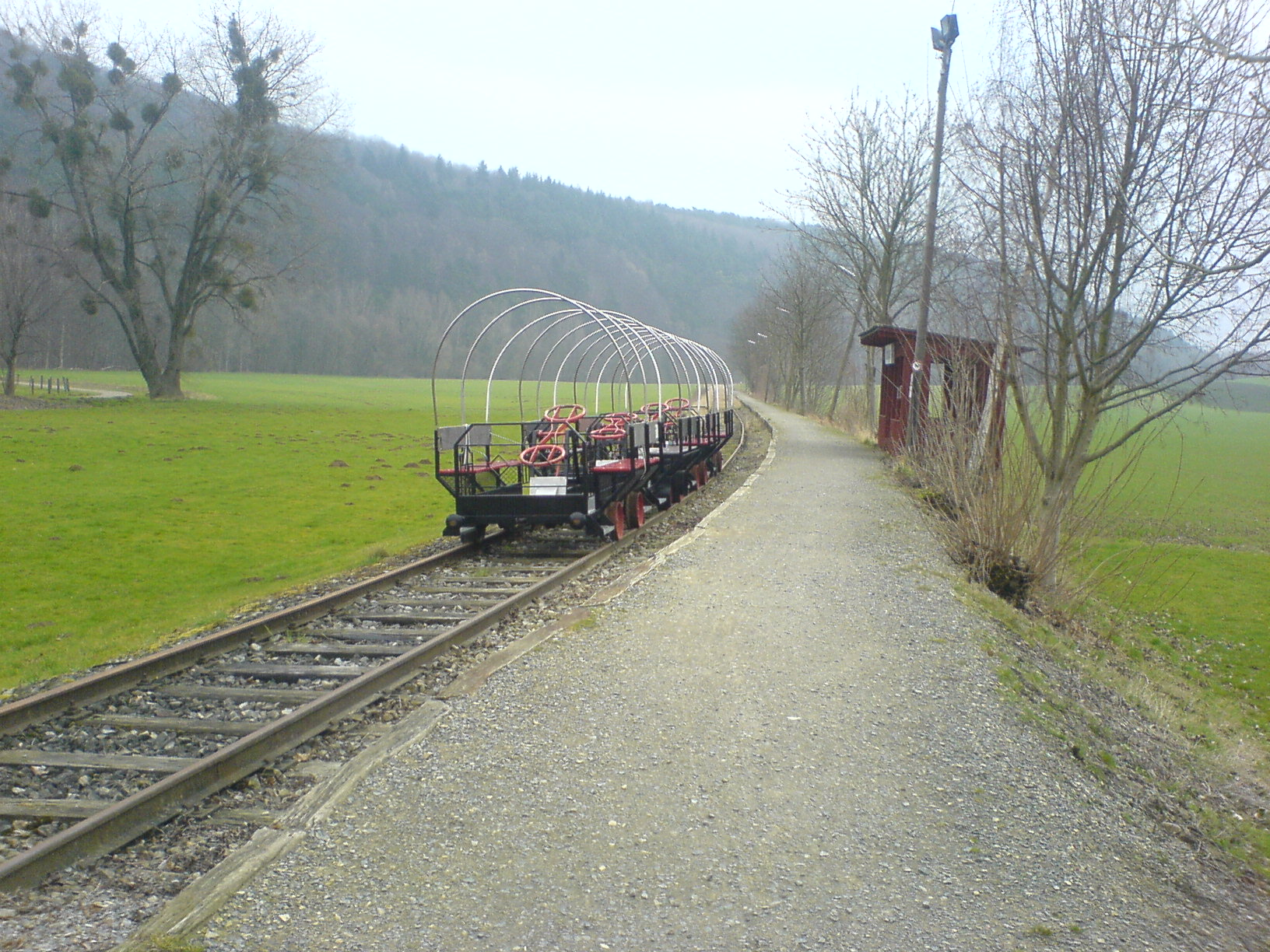
Draisinen der Draisinenstrecke im Haltepunkt Buchhagen, 29. Februar 2008

## Verkehr
Der Verkehr war von Anfang an stark. Teilweise wurden über 250 000 Fahrgäste und 400 000 t befördert, zu VEV-Zeiten Anfang der 1970er-Jahre waren es fast noch 200 000 t.
Die Bahn diente neben dem Personenverkehr vor allem dem Transport landwirtschaftlicher Produkte, lange Zeit auch dem Transport von Kohlen für die dortige Industrie und der Abfuhr von Holz und Steinen. Von Bedeutung war ferner die Anlieferung von Zuckerrüben, die im Wesertal angebaut werden, zur Zuckerfabrik in Emmerthal.

### Personenverkehr

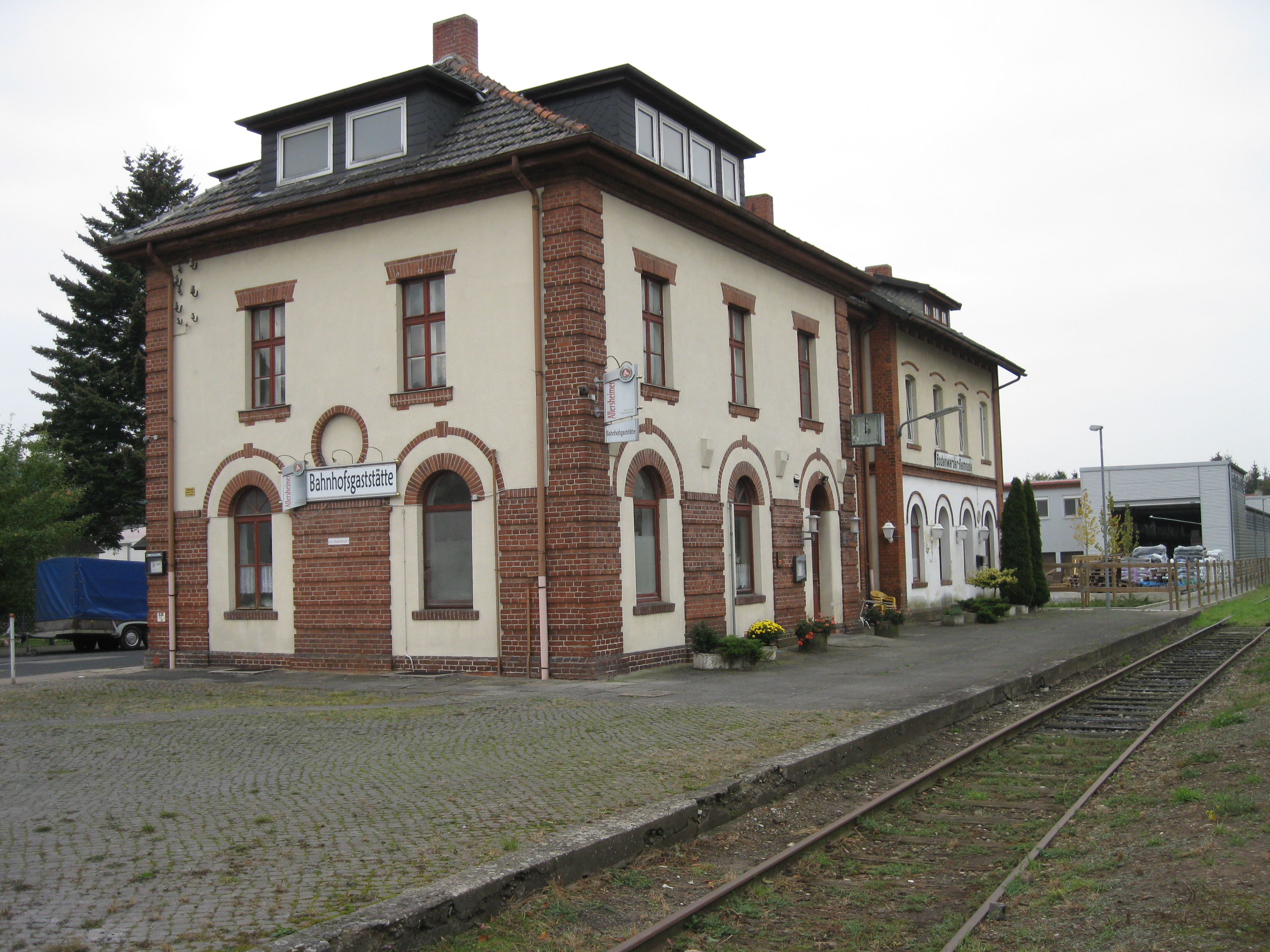
Bahnhof Bodenwerder-Kemnade

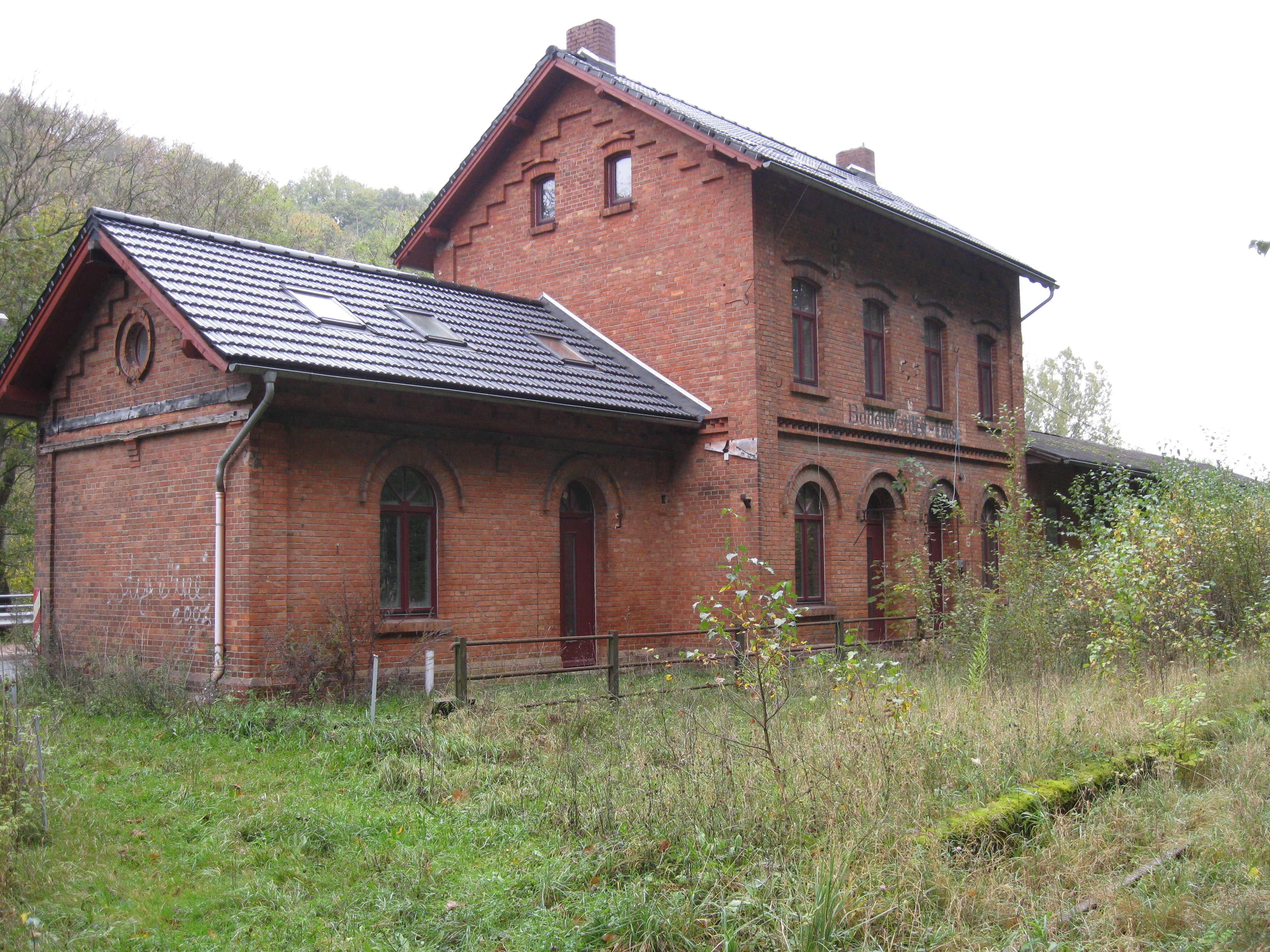
Bahnhof Bodenwerder-Linse

Es gab täglich drei bis vier durchgehende Zugpaare, dazu weitere Züge Emmerthal – Bodenwerder-Linse und Vorwohle – Bodenwerder-Kemnade. Der Ausflugsverkehr in Ith und Hils spielte eine große Rolle, hier besonders zum Haltepunkt Buchhagen, in dessen Nähe ein großes Ausflugslokal liegt. Schon 1924 wurde versucht, Triebwagenverkehr einzuführen, dazu wurden zusätzliche Haltepunkte eingerichtet. Der Triebwagen war den Steigungen aber nicht gewachsen. Erst 1935 stand ein geeignetes Fahrzeug zur Verfügung.
Hamsterfahrten brachten 1947 und 1948 Spitzenleistungen: es wurden 927 151 und 895 224 Reisende befördert. Das Zugangebot blieb in der Nachkriegszeit hoch, neben drei bis vier durchgehenden Zugpaaren gab es je vier bis sechs Zugpaare von Bodenwerder zu den Endbahnhöfen. Einige Züge verkehrten über Emmerthal hinaus bis Hameln. 1957 wurden immerhin 676 362 Fahrgäste befördert. 1963 waren es nur noch 340 652 Fahrgäste. Dazu kamen ca. 200 000 Busfahrgäste.
Nach weiteren Fahrplanreduzierungen im Schienenverkehr fuhr am 27. September 1966 der letzte VEE-Personenzug von Emmerthal nach Bodenwerder-Linse.
Die neu gegründete VEV nahm am 1. Dezember 1968 den Personenverkehr auf dem Teilstück Emmerthal – Bodenwerder-Linse wieder auf, wobei alle Fahrten in Hameln begannen und endeten. Dieser Personenverkehr litt von Anfang an erheblich unter der Konkurrenz der parallel fahrenden Postbusse, denn die DEBG hatte 1967 ihren Busbetrieb an die Deutsche Bundespost verkauft.
Trotzdem wurde der Personenverkehr ab 2. Juni 1969 auf den Abschnitt Bodenwerder-Linse – Kirchbrak ausgedehnt und auch ein „Eiltriebwagen“ eingesetzt. Von Mai 1974 bis 1. April 1975 wurde sogar die gesamte Strecke bis Vorwohle wieder im Personenverkehr bedient, wobei im Sommer sonntags ein Triebwagen der Deutschen Bundesbahn die ganze Strecke auf seiner Fahrt von Hameln nach Bodenfelde benutzte.
Doch trotz kombinierter Fahrten mit Bahn und Schiff von Hameln nach Holzminden oder Karlshafen als „Münchhausen-Express“ und einem Gemeinschaftsfahrschein für die Bahn und den Stadtbus in Hameln konnte der Personenverkehr nicht wirtschaftlich gestaltet werden. Im Jahr wurden ca. 30 000 Fahrgäste befördert. So wurde der Personenverkehr zwischen Kirchbrak und Vorwohle am 1. April 1975 wieder eingestellt, auf dem Abschnitt Emmerthal – Kirchbrak am 25. September 1982.
In der Folgezeit wurde die Strecke jedoch häufig mit Museums- und Sonderzügen befahren: Sehr beliebt waren die zahlreichen Sonderzüge aus norddeutschen Großstädten zu einem Speiselokal in Buchhagen bei Bodenwerder-Linse, wo die Fahrgäste einkehren konnten und der Zug „vor dem Gasthaus“ parkte, wofür der Bahnsteig des Haltepunkts Buchhagen verlängert wurde, um auch lange Züge aufnehmen zu können. Auch zum Lichterfest in Bodenwerder fuhren immer wieder Sonderzüge. Die Dampfeisenbahn Weserbergland (DEW), die Dampfzug-Betriebs-Gemeinschaft (DBG) Hildesheim sowie die Schienenbusse der Interessengemeinschaft Schienenbus Seelze e. V. kamen immer wieder für Sonder- und Museumsfahrten auf die Strecke. 2003 fuhr letztmals ein Sonderzug nach Bodenwerder; am 3. Oktober 2009 fuhr eine Schienenbus-Garnitur der Interessengemeinschaft Schienenbus Seelze e. V. im Rahmen einer von der DGEG organisierten Sonderfahrt noch einmal bis Grohnde. Seitdem fanden wegen der zunehmenden Unpassierbarkeit der ungepflegten, sanierungsbedürftigen und allmählich zuwachsenden Strecke keine Fahrten mehr statt.

### Güterverkehr

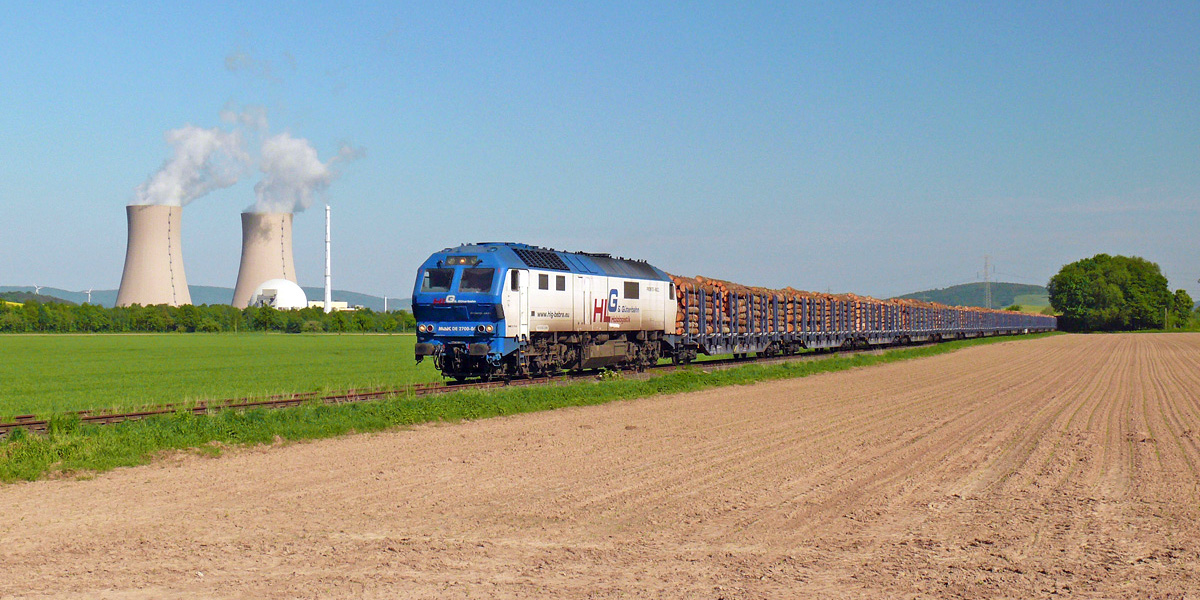
Am 4. Mai 2018 brachte die HLG Bebra einen Ganzzug mit Rundholz vom Bahnhof Grohnde aus über Bebra nach Österreich

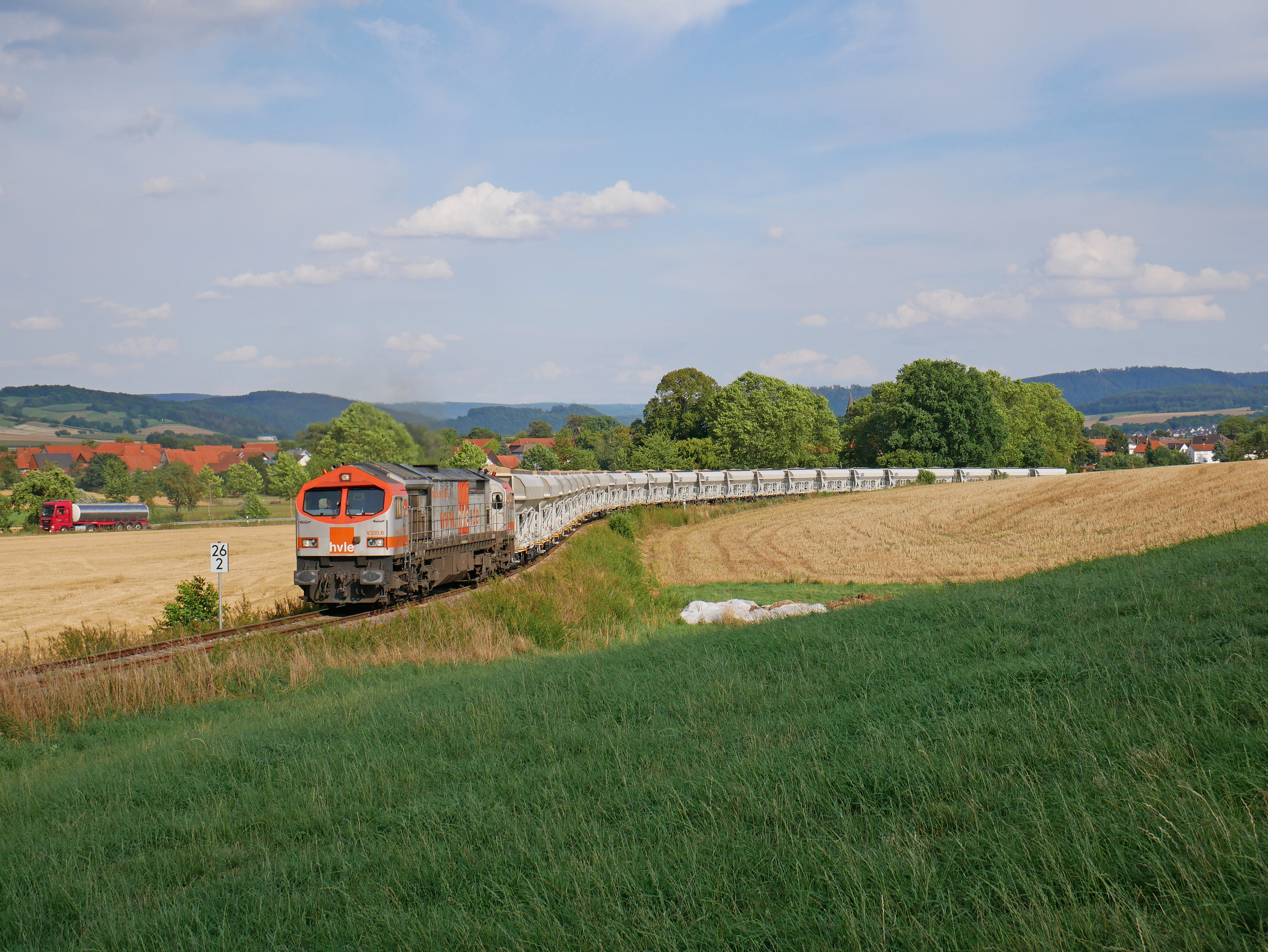
HVLE-Tiger V330.6 mit Halbzug aus 23 mit Sand beladenen Schüttgutwagen Faccns am Ruhberg auf dem Weg nach Grohnde

Die Bodenschätze von Ith und Hils, Kalk, Steine und Asphalterzeugnisse sorgten für reichlich Ladung. Wichtige Kunden waren Rigips in Bodenwerder, das Kalkwerk in Hehlen und die DASAG-Asphaltwerke in Eschershausen. Daneben spielte der Transport landwirtschaftlicher Erzeugnisse und von Holz und Holzprodukten eine Rolle. Die Erwartungen beim Bau wurde schon in den ersten Jahren übertroffen: 200 000 t bis 300 000 t wurden in normalen Jahren befördert; Spitzenwert waren 411 000 t im Jahr 1928. Der Umschlag im Hafen Bodenwerder betrug um die 100 000 t im Jahr, er ging in den 1950er Jahren zurück, um zuletzt bedeutungslos zu werden. Der Binnenverkehr machte etwa ein Drittel der Gütermenge aus, der Rest wurde etwa zu zwei Dritteln in Emmerthal und zu einem Drittel in Vorwohle übergeben. Bei Einstellung des Verkehrs der VEE 1966 wurden immerhin noch 180 000 t befördert. In den 1960er Jahren waren zwei Lokomotiven im Güterverkehr beschäftigt, eine dritte fuhr im Auftrag der DB im Hamelner Raum.
Der Güterverkehr unter dem neuen Eigentümer ließ sich gut an, 1968 und 1969 wurden um die 175 000 t befördert. Der Wegfall des Steinverkehrs führte zu deutlichen Rückgängen, auch der Zuckerrübenverkehr wurde 1982 eingestellt. 1981 wurden noch 50 598 t befördert, 1996 waren es nur noch 4298 t.
Mit dem Bau des Kernkraftwerks Grohnde von 1976 bis 1984 kam ein zumindest für den Abschnitt Emmerthal–Grohnde existenzsichernder Güterkunde hinzu. Dieser stellt den Anschluss der Reststrecke der VEE an die Strecke Hannover–Altenbeken bis heute sicher.
Ab 1986 wurde der Güterverkehr durch die Deutsche Bundesbahn durchgeführt.
1998 wurde der Güterverkehr Eschershausen–Vorwohle eingestellt. Mit der Kündigung des Bedienungsvertrages durch die DB endete im Jahr 2000 der öffentliche Güterverkehr auf dem restlichen Abschnitt. Übrig blieben lediglich die gelegentliche Bedienung des Gleisanschlusses zum Kernkraftwerk und die Abstellung von Kesselwagen für die Hamelner Firma Kaminski.
Nach der Sanierung des Abschnitts Emmerthal–Bodenwerder durch den neuen Streckeneigentümer Lammert & Reese wurden noch vor der Aufnahme der Kiestransporte aus dem Kieswerk in Bodenwerder umfangreiche Holztransporte vom Bahnhof Grohnde aus abgewickelt. Von März 2018 an ließ die Firma Gebrüder Helmecke Sturmholz aus der Region durch die Holzlogistik und Güterbahn (HLG) Bebra zu Sägewerken nach Österreich transportieren. Allein im Jahr 2018 wurden zehn Ganzzüge mit im Schnitt 24 Wagen gefahren.
Der Planverkehr mit Kies- und Sandzügen wurde im Juni 2019 aufgenommen und wird seitdem ein- bis zweimal in der Woche durchgeführt. Die Wagen des Ganzzuges werden jeweils in zwei Hälften vom Kieswerk aus nach Grohnde gebracht und dort zu einem Ganzzug zusammengesetzt. Aufgrund der großen Mengen, die jetzt von Bodenwerder aus transportiert werden können, werden die Förderkapazitäten im Kieswerk demnächst erhöht. Hierzu wird eine moderne Förderanlage aus einem Werk in Kroatien abgebaut und nach Bodenwerder transportiert.

### Busverkehr
Zur Ergänzung des Schienenverkehrs wurde am 15. Mai 1939 ein bahneigener Busbetrieb eröffnet, der hauptsächlich zwischen Hameln und Vorwohle parallel zur Schiene eine Linie unterhielt. Nach Einschränkungen im Zweiten Weltkrieg wurden 1960 wieder drei Omnibusse eingesetzt. Der Busverkehr verkehrte parallel zu den Zügen und auch nach Einstellung des Personenverkehrs auf der Schiene. Zum 1. Oktober 1967 wurde der Busverkehr einschließlich der Fahrzeuge an die Deutsche Bundespost verkauft.

## Fahrzeuge

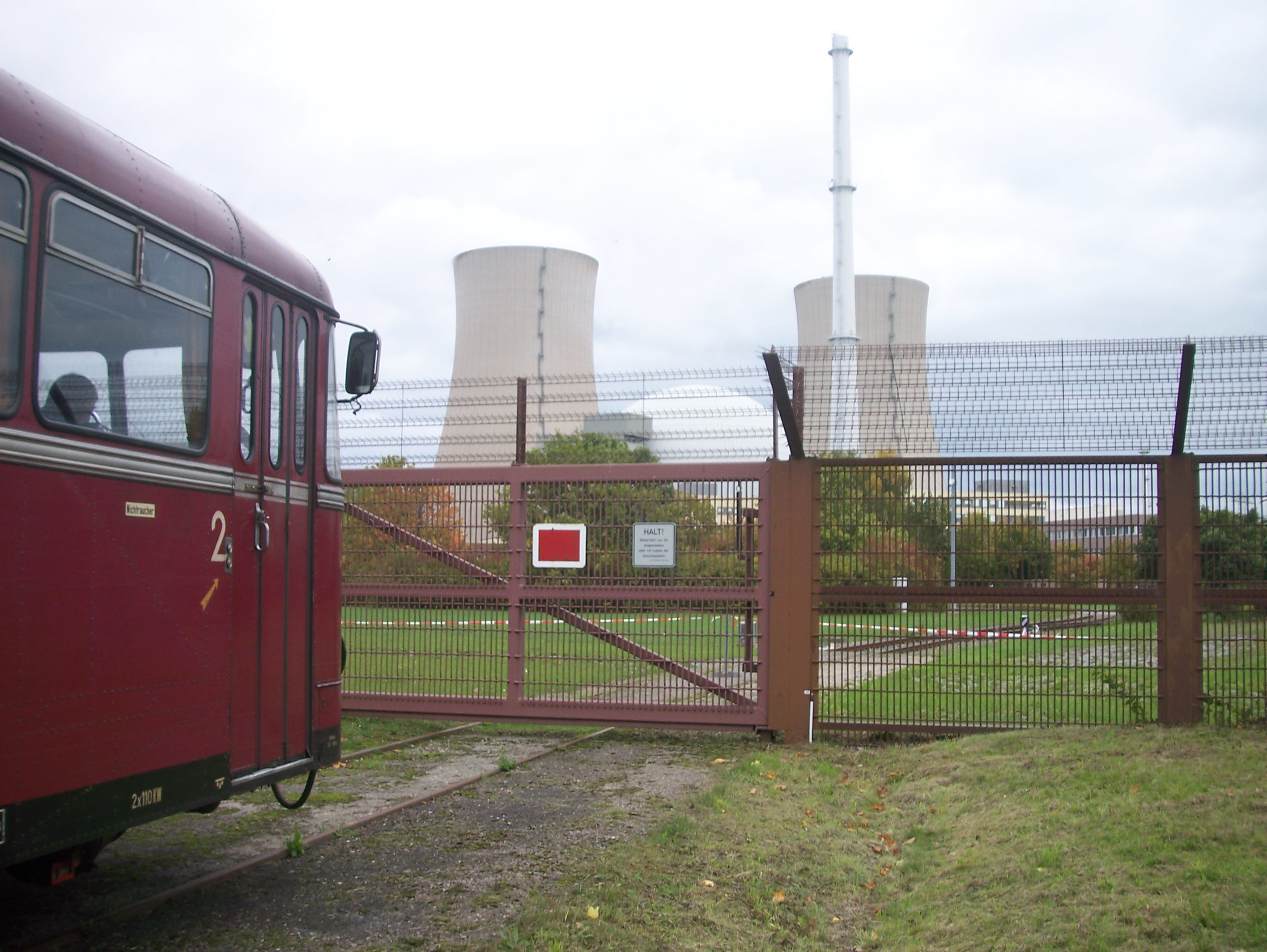
Schienenbus einer DGEG-Sonderfahrt auf dem Anschlussgleis des AKW-Grohnde, 3. Oktober 2009

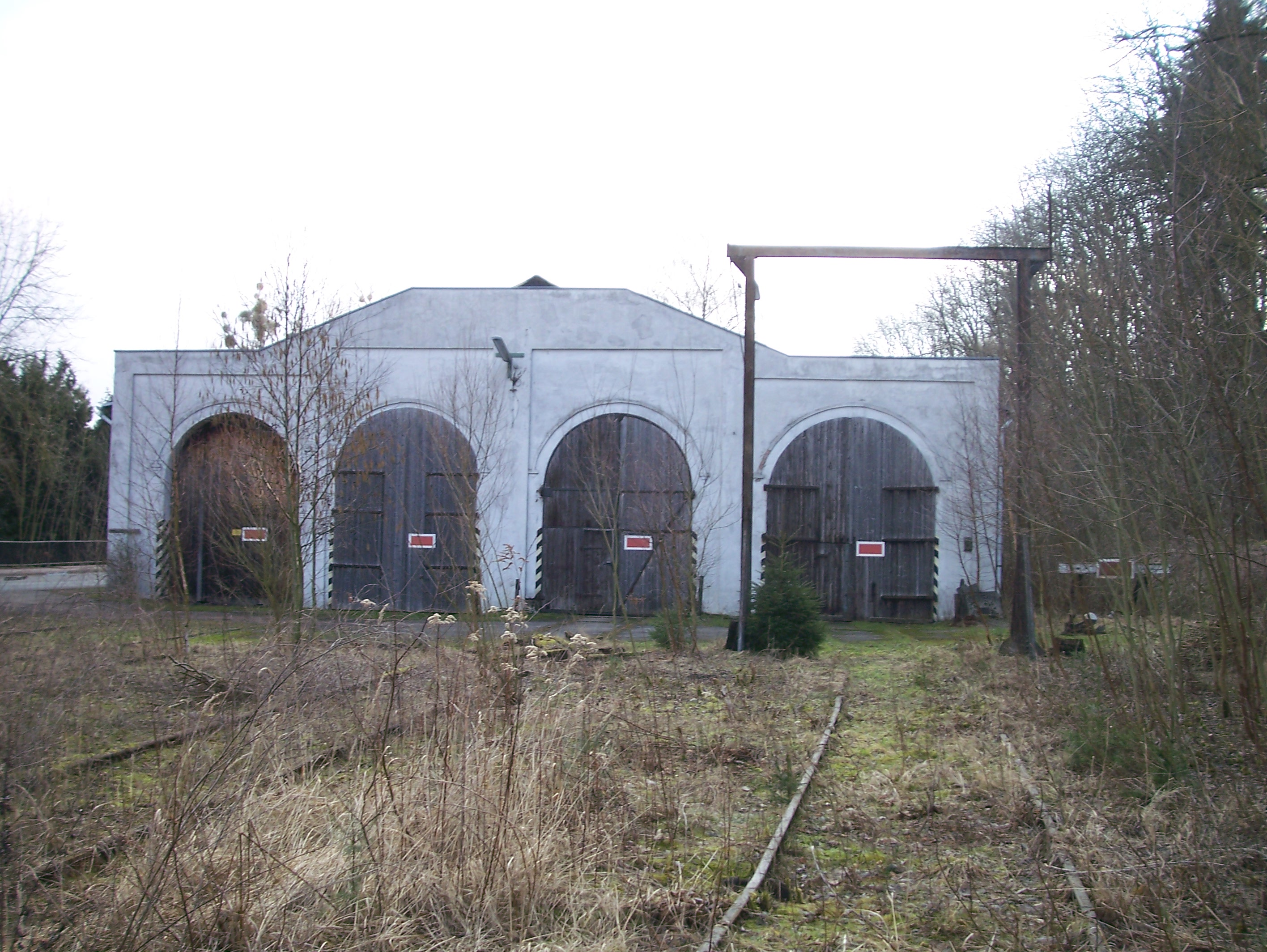
Der Lokschuppen in Bodenwerder-Linse (2010), einst war er das Ausbesserungswerk der DEBG

Bei der VEE liefen während des 67-jährigen Bestehens insgesamt 25 Dampflokomotiven. Viele dieser Maschinen wurden im DEBG-Konzern getauscht, vor allem mit der benachbarten Kleinbahn Voldagsen–Duingen–Delligsen. Die letzten wurden 1966/67 ausgemustert. 1924 erhielt die Bahn zwei Triebwagen mit Sauggasmotoren, sie wurden als T 201 und 202 bezeichnet. Auf Dauer bewährten sie sich nicht, so dass sie 1930 ausgemustert wurden. 1935 wurde der erste zweiachsige Dieseltriebwagen beschafft, er erhielt die Bezeichnung T 1. 1942 kam ein vierachsiger Triebwagen als T 101 hinzu.
Die Statistik 1939 enthält acht Dampflokomotiven, einen Triebwagen, neun Personen-, drei Pack- und 92 Güterwagen; 1961 waren es vier Dampf- und drei Dieselloks, zwei Triebwagen, sieben Personen-, zwei Pack- und 27 Güterwagen.
Die VEV begannen ihren Betrieb mit drei Diesellokomotiven, davon einer neu beschafften von MaK. Der zunächst einzige Triebwagen konnte bei einem Altwarenhändler erworben werden, an den ihn die DEBG verkauft hatte. 1970 kam ein Schienenbus von der Tecklenburger Nordbahn, ein Prototyp des Uerdinger Schienenbusses. Ersetzt wurde er 1972 von zwei Triebwagen der Bayer-Bahn Leverkusen, von denen einer bald verkauft wurde, der andere 1979 gegen einen Uerdinger Schienenbus der Hohenzollerischen Landesbahn getauscht wurde. Dieser wurde nach Einstellung des Personenverkehrs 1982 verkauft. Seit 2006 besitzt die VEV einen Triebwagen der DR-Baureihe VT 171.
Die Lokomotiven wurden Anfang der 1990er Jahre verkauft, als der Güterverkehr an die DB abgegeben worden war.
Vorhanden ist noch eine Köf.